# Gloria Bejarano Almada
Gloria Bejarano Almada (Distrito Federal, México, 5 de febrero de 1952) es una política costarricense. Fue primera dama de Costa Rica durante el gobierno del presidente Rafael Calderón Fournier y diputada de la Asamblea Legislativa por el Partido Unidad Social Cristiana para el período 2010-2014.

## Biografía
Nació en el Distrito Federal, México, el 5 de febrero de 1952, donde conoció desde temprana edad a Calderón Fournier cuya familia se encontraba exiliada tras la revolución de 1948, con quien se casa el 25 de febrero de 1975. Fue primera dama durante el período 1990-1994 destacando en su labor la creación del Centro Costarricense de la Ciencia y la Cultura, conocido popularmente como Museo de los Niños creado en la antigua penitenciaria central.
Bejarano fue elegida diputada para el período 2010-2014 y formó parte del Directorio Legislativo durante el año 2011.